# 꿈을 꾸면 상처받는 일도 있어
〈꿈을 꾸면 상처받는 일도 있어〉(일본어: 夢を見れば傷つくこともある 유메오미레바키즈츠쿠코토모아루[*])는 KinKi Kids의 35번째 싱글이다.

## 개요
전작 〈열쇠 없는 상자〉 이래, 약 1년 만의 싱글이다.

## 수록곡

### 초회반 A
CD
1. 夢を見れば傷つくこともある / 꿈을 꾸면 상처받는 일도 있어
작사: 아키모토 야스시 / 작곡: 이지치 히로마사 / 편곡: 이에하라 마사키
2. ちがう道、おなじ空。 / 다른 길, 같은 하늘.
작사·작곡·편곡: 이치카와 요시야스, 마시코 타츠로, ha-j
3. 夢を見れば傷つくこともある -Backing Track-

DVD
1. 〈夢を見れば傷つくこともある〉 Music Clip type A & Making

### 초회반 B
CD
1. 夢を見れば傷つくこともある / 꿈을 꾸면 상처받는 일도 있어
2. 鼓動、千々に / 고동, 수없이
작사·작곡: 이데 코지 / 편곡: 스즈키 마사야
3. もう一度信じて / 한 번 더 믿어
작사: 타이라요오 / 작곡: 오오츠카 이쿠 / 편곡: 아사노 타카시

DVD
1. 〈夢を見れば傷つくこともある〉 Music Clip type B

### 통상반
1. 夢を見れば傷つくこともある / 꿈을 꾸면 상처받는 일도 있어
2. こたえ / 답
작사: 마츠이 고로 / 작곡: 마카이노 코지 / 편곡: 타케베 사토시
3. ココロがあったんだ / 마음이 있었구나
작사: 마츠이 고로 / 작곡: 오다 테츠로 / 편곡: CHOKKAKU
4. Alright!
작사·작곡·편곡: 도지마 코헤이